# تیم بی‌ام‌سی
تیم مسابقه‌ای بی‌ام‌سی یک تیم حرفه‌ای دوچرخه‌سواری است که حمایت مالی آن توسط بی‌ام‌سی (تولید کنندهٔ سوئیسی قاب دوچرخه) انجام می‌شود. مالک دیگر و مدیر تیم، جیم اوچوویچ آمریکایی است.

## تاریخچه
تیم برای فصل ۲۰۱۰ با تعدادی از رکابزنان حرفه‌ای سرشناس از جمله کدل ایونز (قهرمان جهان در ۲۰۰۹ و نایب قهرمان دو دورهٔ تور دو فرانس)، جرج هینکپی (قهرمان جهان در ۲۰۰۸) و کارستن کرون (متخصص آخر خط) قرارداد امضا کرد.
تیم در فصل ۲۰۱۰ با دعوت شدن به تور دو فرانس و جیرو دیتالیا برای نخستین بار در گرندتورها شرکت کرد. در سال ۲۰۱۱ این تیم به عنوان تیم جهانی شناخته شد و کدل ایونز برندهٔ تور دو فرانس ۲۰۱۱ شد. برای فصل ۲۰۱۲، تور هوشوود و فیلیپ گیلبرت به تیم افزوده شدند. در فصل ۲۰۱۲، ایونز در تور دو فرانس به رتبهٔ هفتم دست یافت و تیجی فن گاردرن پنجم شد. در فصل ۲۰۱۳ نیز ایونز در جیرو دیتالیا بر سکوی سوم ایستاد.
در تور دو فرانس ۲۰۱۳، تیم بی‌ام‌سی نتیجهٔ مناسبی به دست نیاورد و بهترین رتبهٔ انفرادی رکابزنان آن، عنوان سی و پنجم استیو مورابیتو بود. مدت کوتاهی پس از پایان تور، جان لیلانگ که از زمان تأسیس تیم در ۲۰۰۷ مدیر ورزشی تیم بود، به دلایل شخصی کناره‌گیری کرد. در سپتامبر همان سال، والریو پیوا جانشین لیلانگ شد.
در اوت ۲۰۱۴ الساندرو د مارکی، دامیانو کاروسو، جمپی دروکر و روهان دنیس به تیم پیوستند. در اوت ۲۰۱۵ نیز تیم با ریچی پورت قرارداد امضا کرد.